# Coupe d'Angleterre de football 1893-1894
Navigation
Coupe d'Angleterre 1892-1893 Coupe d'Angleterre 1894-1895
La Coupe d'Angleterre de football 1893-1894 est la 23e édition de la Coupe d'Angleterre de football. 
La finale se joue le 31 mars 1894 au Goodison Park à Liverpool entre le Notts County et Bolton Wanderers. Notts County remporte son premier titre en battant Bolton Wanderers 4 à 1.

## Finale
| Finale de la Coupe d'Angleterre 1893-1894 | Notts County | 4 – 1   | Bolton Wanderers | Goodison Park à Liverpool |  |
| 31 mars 1894                              |              | (2 – 0) |                  |                           |  |